# Vynohradiv
Vynohradiv (Oekraïens: Виноградів; Hongaars: Nagyszőlős; Russisch: Виноградов) is een stad in Oekraïne en maakt deel uit van de gemeente Vynohradiv in de oblast Transkarpatië. De plaats telde in 2019 25.400 inwoners.
Van de stedelijke bevolking is 13,54% etnisch Hongaars, in de gemeente als totaal is dat 26,2%. De burgemeester van de stad is de Hongaar István Bocskai van de Hongaarse partij KMKSZ. In 1910 vormden de Hongaren nog ruim 76% van de bevolking, dit aandeel is door de toestroom van vele Oekraïners in de decennia na 1945 nu onder de 15% beland.

## Namen en locatie

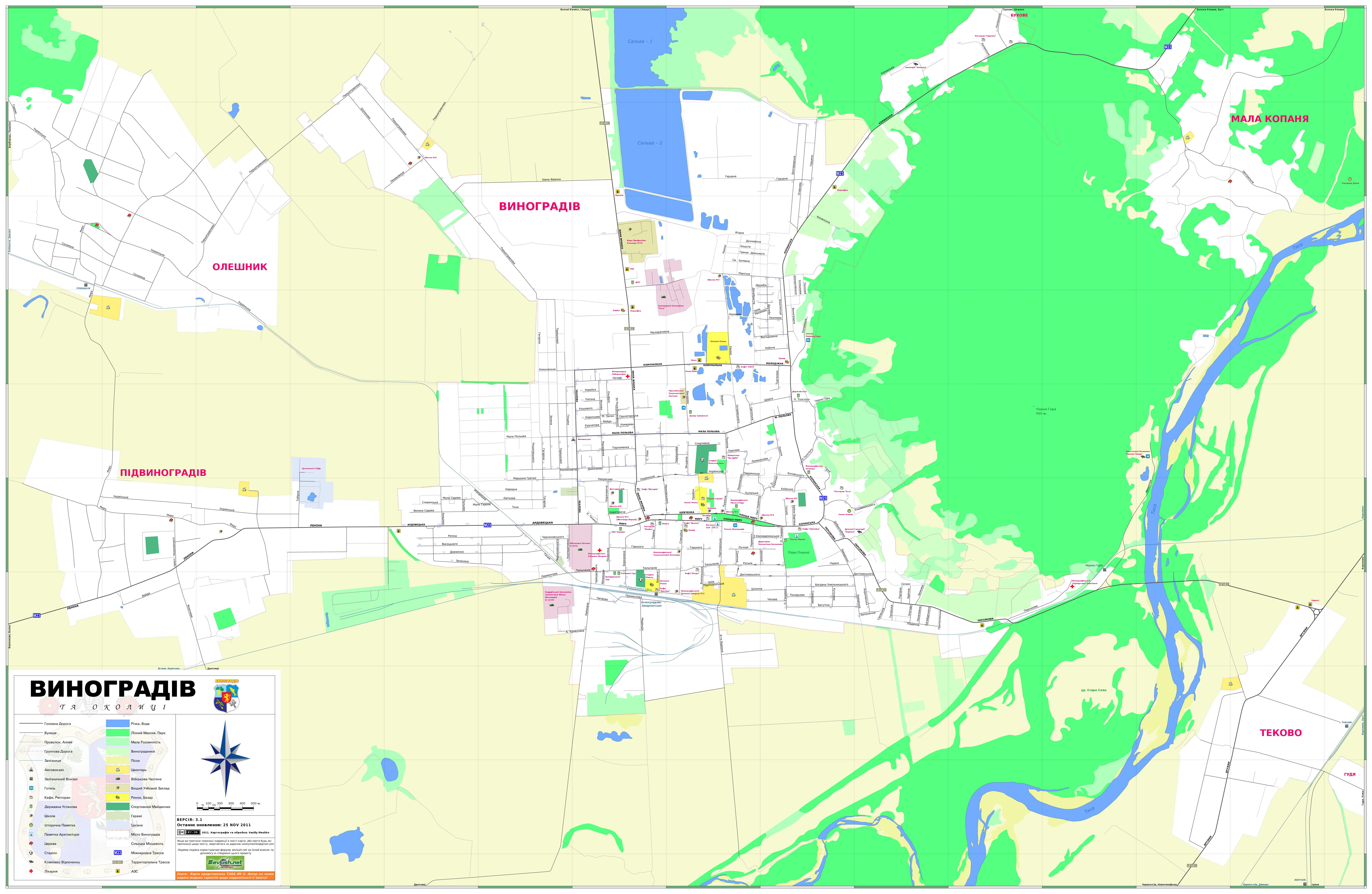
Plattegrond van Vynohradiv en nabije omgeving

Deze stad heeft als gevolg van zijn ligging en geschiedenis, een aantal alternatieve namen: Nagyszőlős (Hongaars), Seleuşu Mare (Roemeens), Cивлюш (Roetheens (modern), Syvlyush), Виноградов (Russisch, Vinogradov), סעליש (Jiddisch: Seylesh, Selish), Wynohradiw (Duits).
De stad ligt aan de grens met Roemenië, nabij de rivier Tisza. De afstand tot Berehove (Transkarpatië), het cultureel centrum van de Hongaarse minderheid in Oekraïne, bedraagt 35 kilometer.

## Geschiedenis
De plaats werd voor het eerst genoemd in 1262 met de naam Zceuleus. De Hongaarse naam Nagyszőlős ("grote wijngaard"), duidt op het belang van het district als wijngebied. De Roetheense naam Sevlush is de transliteratie van het Hongaarse woord szőlős, of wijngaard.
De stad is een van de oudste in het gebied van Ugocsa, en werd bewoond door wijnmakers van het koninklijk hof. In 1329 schonk de Hongaarse koning Karel I van Hongarije privileges aan de stad, die zetel werd van een Hongaars Comitaat (provincie), wat duurde tot 1920 toen het Verdrag van Trianon werd gesloten.
In 1717 werden veel bewoners gedood bij een invasie door een Tataarse horde. Rond 1880 bedroeg het aantal inwoners 4400, waaronder circa 500 Roemenen. In 1881 werd er een school voor voortgezet onderwijs geopend.
In 1910 bedroeg het bevolkingsaantal 7.811 (5.943 of 76% Hongaren, 1.266 of 16% Roethenen en 540 of 7% Duitsers). Verdeeld naar religie waren de aantallen 3.311 Grieks-Katholieken (42%), 2.237 Joden (28%) en 1.124 protestanten (14%).
In 1944 was er een Joods getto. In mei en juni 1944 werden de meeste Joden uit dit deel van Noord-Transylvania gedeporteerd naar Auschwitz, om kort na aankomst te worden vergast. Daaraan voorafgaand verbleven ze enkele weken in het getto. Veel gezinnen woonden daar in slechts een enkele kamer, met de opzet om verspreiding van ziekten te bevorderen.
Tussen 1918 en 1940 was de stad onderdeel van Tsjechoslowakije, in 1940 namen de Hongaren het bestuur weer over. In 1944 werd de stad en verdere omgeving bezet (bevrijd) door de Sovjet-Unie, waar het in 1946 deel van werd. Daarbij kreeg het de naam Vinogradovo, of in het Oekraïens Vynohradiv, wat "druivenstad" betekent. Sinds 1990 is het deel van onafhankelijk Oekraïne.

## Bevolking
Volgens de volkstelling van 2001 bestond de bevolking uit:
- Oekraïners 82%
- Hongaren 13%
- Russen 4%
- Roma bijna 1%

## Bezienswaardigheden

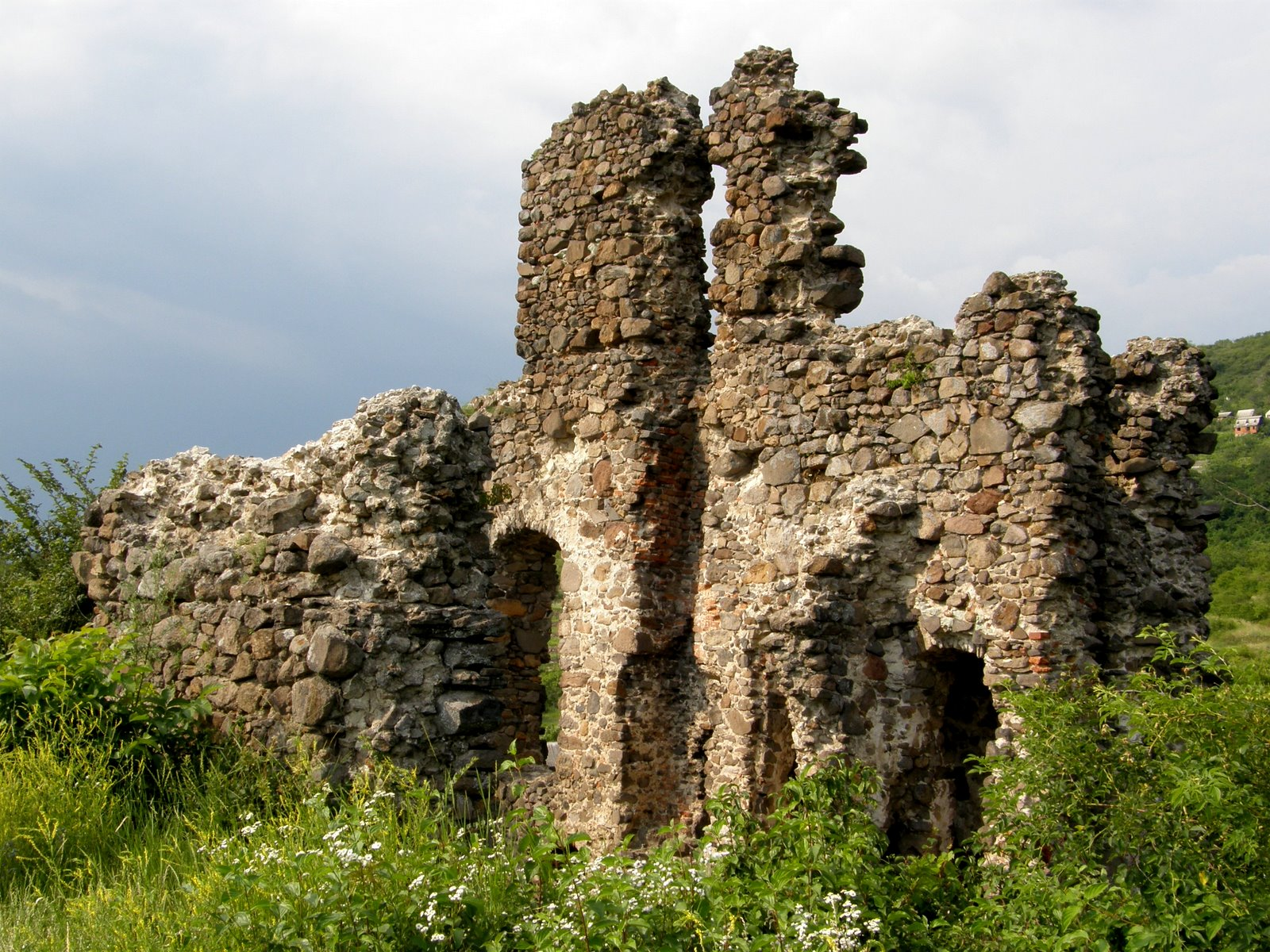
Kasteelruïne Ugocsa

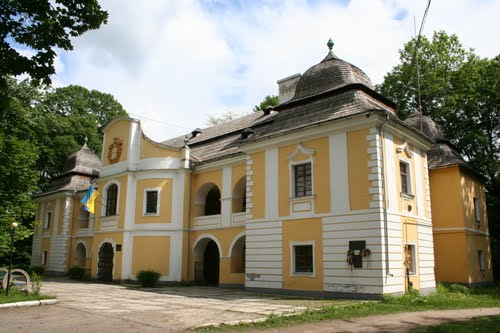
Landhuis Perényi

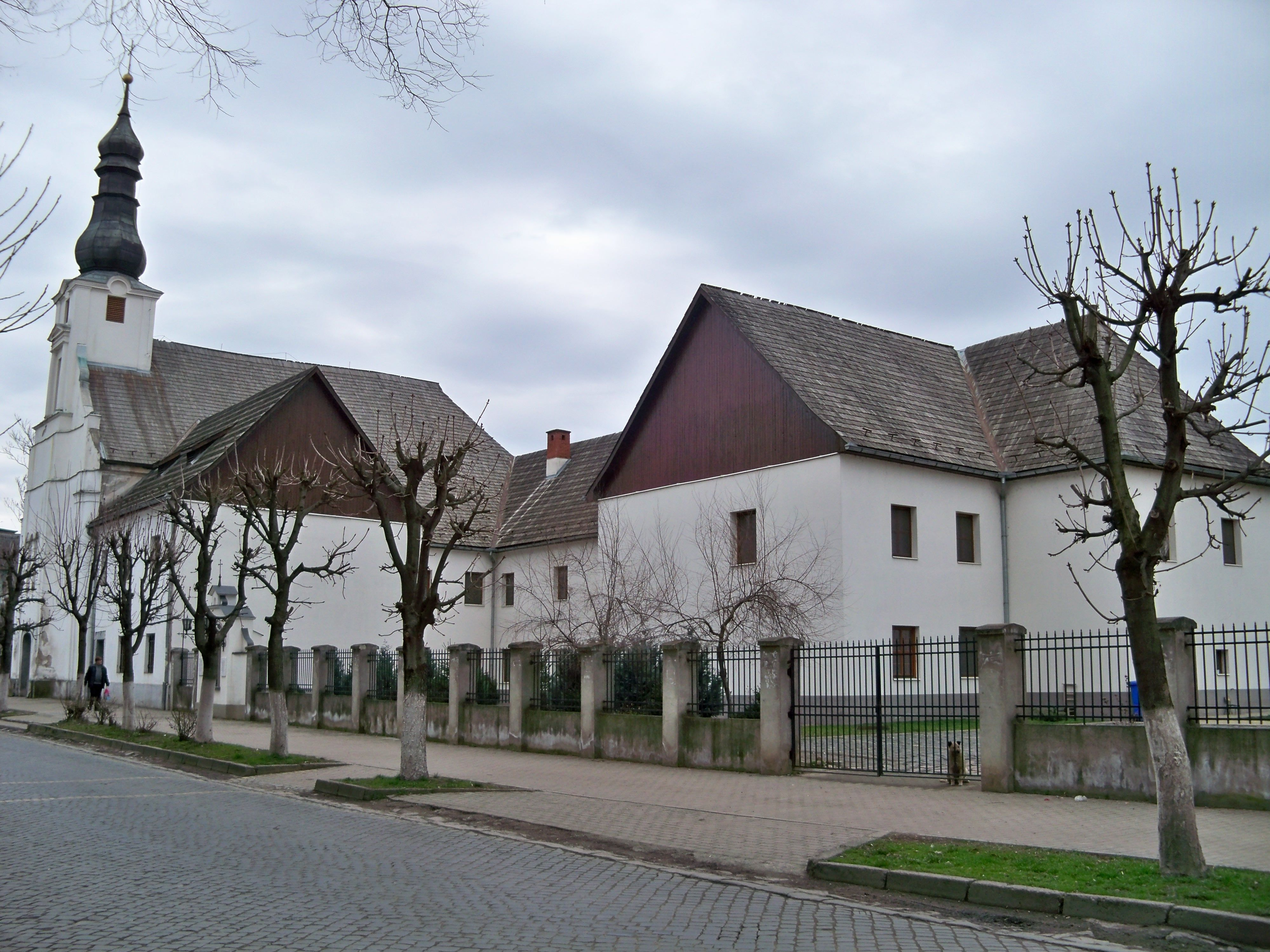
Franciscaner kloosterkerk

- Kasteelruïne Ugocsa (13e eeuw). Voor het eerst genoemd in 1308. In 1315 aangevallen en verwoest door de Hongaarse koning Karel I. In de 15e eeuw werd de grond aan Franciscaner monniken gegeven, die er een klooster bouwden dat tot 1558 werd gebruikt. Een kleine 14e-eeuwse kapel staat aan de zuidkant van de ruïne.
- Kasteel Perényi. Vanaf 1399 gebouwd door de adellijke familie Perényi, later herbouwd tot een landhuis in barokke stijl.
- Franciscaner kerk en klooster (1744, herbouw in 1889).
- Onze Lieve Vrouwe-kerk (13e eeuw, herbouw in gotische stijl in de 15e eeuw, gerestaureerd begin 20e eeuw)
- Franciscaner klooster (15e eeuw). In 1556 aangevallen door plaatselijke protestanten, die monniken doodden en het lichaam van St. John Capistrano in een waterput gooiden. De familie Perényi nodigde de monniken van de orde uit om weer naar de stad te komen, maar in 1747 brandde het klooster af. Het huidige gebouw dateert van 1889.

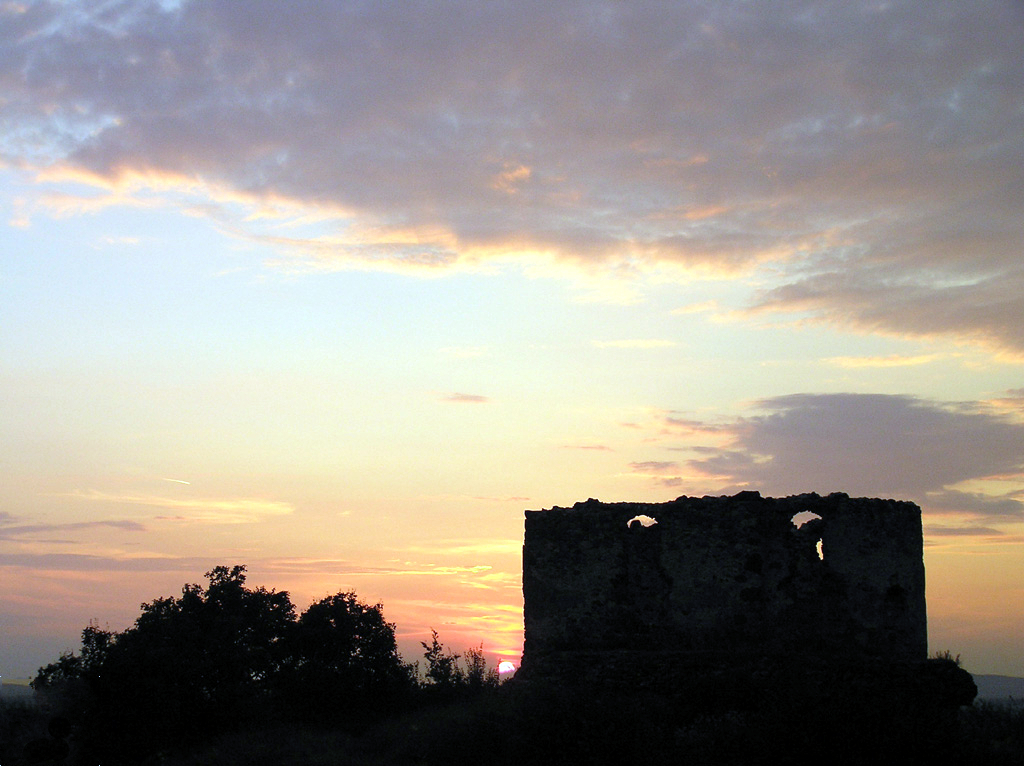
Kasteelruïne

- Protestantse kerk (Neo-klassiek, 1828).
- Provinciehuis, tegenwoordig een school, met standbeeld van Perényi (1906).

## Bekende inwoners
- Béla Bartók, componist, geboren in 1881, woonde hier van 1889–1892; zijn moeder was lerares. Bartók gaf zijn eerste recital in deze plaats.
- Mykhaylo Koman, voetballer, coach van Dynamo Kyev, groeide hier op.